# Yvonne Howell

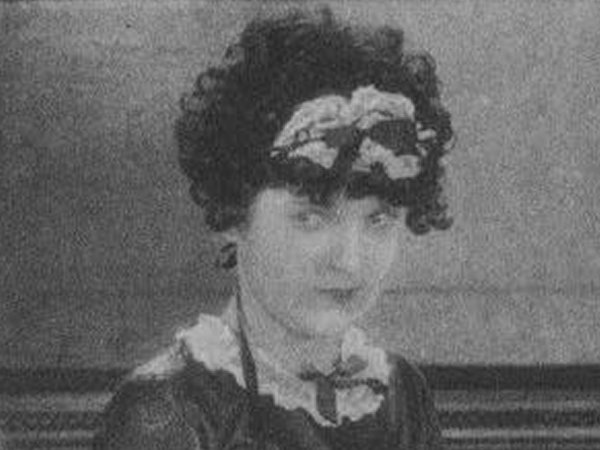
Howell (1925)

Yvonne Howell (* 31. Juli 1905 in Chicago, Illinois; † 27. Mai 2010 in Los Angeles (Hollywood), Kalifornien) war eine US-amerikanische Schauspielerin.

## Leben
Yvonne Howel wurde am 31. Juli 1905 in Chicago unter dem Namen Julia Rose Shevlin geboren. Ihre Mutter Alice Howell (1886–1961) war ebenfalls Schauspielerin. Ihre Laufbahn begann sie bereits im Jahr 1920 als Darstellerin in einem Stummfilm. Einige Jahre später, 1924, debütierte sie schließlich mit dem Mädchennamen ihrer Mutter auf der Leinwand. Im Jahr 1930 heiratete sie den späteren Oscar-Gewinner George Stevens. Beide lernten sich zwei Jahre zuvor im Haus des Komikers Oliver Hardy kennen. Im April 1932 kam ihr gemeinsamer Sohn George Stevens junior zur Welt. Die Ehe wurde nach 17 Jahren im Jahr 1947 geschieden. Nach dem Ende ihrer Schauspielkarriere arbeitete sie während des 2. Weltkrieges in Südkalifornien als Schwesternhelferin in einem Militärkrankenhaus. Später war sie noch ehrenamtlich als Lehrerin tätig. Howell verstarb am 27. Mai 2010 im Alter von 104 Jahren. Ihre letzte Ruhestätte fand Howell auf dem Forest Lawn Memorial Park.

## Filmografie
- 1920: Movie Fans (Kurzfilm)
- 1922: Bright Eyes (Kurzfilm)
- 1924: Harem Follies (Kurzfilm)
- 1925: Transients in Arcadia (Kurzfilm)
- 1925: Flaming Flappers (Kurzfilm)|
- 1926: A Fraternity Mixup (Kurzfilm)
- 1926: The Lady of Lyons, N.Y.(Kurzfilm)
- 1927: The Knight Before Christmas (Kurzfilm)
- 1927: Fashions for Women
- 1927: Der Held von Sonora (Somewhere in Sonora)
- 1927: The Great Mail Robbery
- 1928: Hop Off (Kurzfilm)
- 1928: The Junior Year (Kurzfilm)
- 1928: Take Me Home
- 1931: Working Girls
- 1986: The Walt Peterson Show (Fernsehserie, 1 Folge)